# Mateo 13

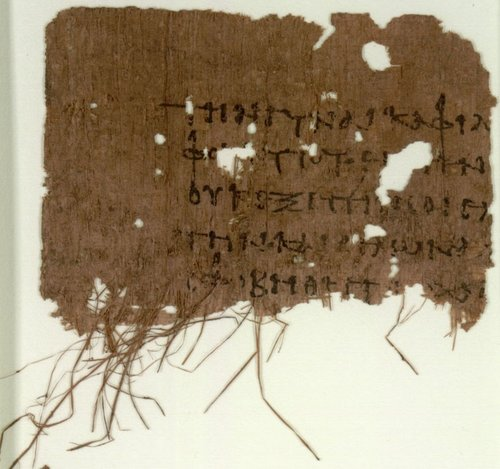
Evangelio de Mateo 13:55-56 en Papiro 103, de c. 200 d.C.

Mateo 13 es el decimotercer capítulo del Evangelio de Mateo de la sección Nuevo Testamento de la Biblia cristiana. Los versículos 3 a 52 de este capítulo forman el tercero de los cinco discursos de Mateo, llamado el Discurso Parabólico, basado en las parábolas del Reino. Al final del capítulo, Jesús es rechazado por la gente de su ciudad natal, Nazaret.

## Texto

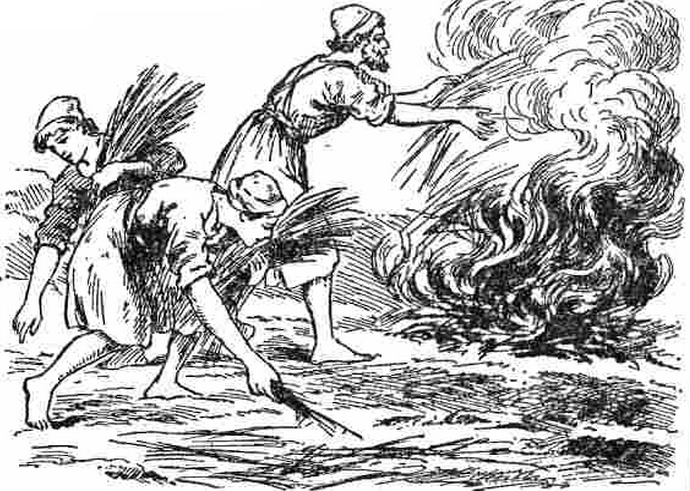
La parábola de la cizaña

El texto original fue escrito en Griego koiné. Este capítulo está dividido en 58 versículos.

### Testigos textuales
Algunos manuscritos antiguos que contienen el texto de este capítulo son:
- Papiro 103 (~200 d. C.; se conservan los versículos 55-56)
- Codex Vaticanus (325-350)
- Codex Sinaiticus (330-360)
- Codex Bezae (~400)
- Codex Washingtonianus (~400)
- Codex Ephraemi Rescriptus (~450)
- Codex Purpureus Rossanensis (siglo VI)
- Codex Petropolitanus Purpureus (siglo VI; existen los versículos 5-32, 42-58)
- Codex Sinopensis (siglo VI; se conservan los versículos 7-47, 54-58)